# Zastava Skala
Zastava Skala var en på Fiat 128 baseret personbil fra den jugoslaviske hhv. serbiske bilfabrikant Zastava/Yugo, som kom på markedet i 1971. Bilen fandtes i to karrosserivarianter: som sedan Zastava 128, hvis karrosseri havde samme form som forbilledet Fiat 128, samt som hatchback Zastava 101. Sidstnævnte karroseriform blev meget succesfuld og frem til 2008 bygget på Zastava-fabrikken i Kragujevac. Bilens nypris lå til sidst på ca. 3.800 € (ca. 28.500 DKK).
I tidens løb blev der benyttet talrige yderligere modelbetegnelser (bl.a. Zastava Yugo Skala, Yugo 311, Yugo 411 og Yugo 511). I Jugoslavien blev bilen i folkemunde omtalt som Stojadin (et fornavn, som lyder ligesom "Sto jedan", serbokroatisk for 101). Den 20. november 2008 indstilledes produktionen af Zastava Skala efter 1.273.532 fremstillede eksemplarer.
Zastava Skala havde i forhold til forbilledet Fiat 128 et endnu mere spartansk basisudstyr og en dårligere forarbejdningskvalitet, så Fiat opgav hurtigt planen om at flytte hele produktionen af Fiat 128 til Kragujevac.

## Tekniske specifikationer
- Firecylindret rækkemotor
- Slagvolume: 1.116 cm³
- Maks. effekt: 41 kW (56 hk) ved 6.000 omdr./min.
- Maks. drejningsmoment: 77,4 Nm ved 3.000 omdr./min.
- Forhjulstræk
- Bagagerum: 325/1.010 liter
- Længde/bredde/højde: 3.762/1.590/1.345 mm
- Egenvægt: 835 kg
- Tophastighed: 145 km/t